# Camisa Listrada
A Camisa Listrada é uma produtora de cinema e vídeo que  iniciou as suas atividades em Belo Horizonte, Minas Gerais, e atualmente está sediada em Rio de Janeiro que atua na produção de programas de televisão, documentários e filmes de curta e longa-metragem.

## Filmes
- 2024 - Os Farofeiros 2, Roberto Santucci
- 2022 - Depois do Universo, de Diego Freitas
- 2020 - Tudo Bem No Natal Que Vem, de Roberto Santucci
- 2018 - Os Farofeiros, Roberto Santucci [2]
- 2017 - Fala Sério, Mãe!, de Pedro Vasconcelos[3]
- 2016 - Um Suburbano Sortudo, Roberto Santucci [4]
- 2014 - Mão na Luva, de Roberto Bomtempo e José Joffily
- 2010 - Sobre o Resto dos Dias, de Alexandre Baxter e Luiz Felipe Fernandes
- 2008 - Oxicianureto de Mercúrio, de André Carreira
- 2008 - Sumidouro (longa-metragem), de Cris Azzi
- 2007 - 5 Frações de uma Quase História, de Armando Mendz et alii
- 2007 - Fronteira, de Rafael Conde
- 2007 - Descaminhos, de Marília Rocha et alii
- 2005 - Sumidouro, de Cris Azzi
- 2003 - Fui!!!, de Guilherme Fiúza
- 2003 - O Amanuense e os Grafômanos, de Armando Mendz e Cristiano Abud
- 2000 - Secos & Molhados, de Armando Mendz